# Laevidentalium jaffaensis
Laevidentalium jaffaensis är en blötdjursart som först beskrevs av Cotton och Ludbrook 1938.  Laevidentalium jaffaensis ingår i släktet Laevidentalium och familjen Laevidentaliidae. Inga underarter finns listade i Catalogue of Life.